# Arvid Lindman
Pour les articles homonymes, voir Lindman.
Salomon Arvid Achates Lindman est un homme politique, officier naval et industriel suédois né le 19 septembre 1862 à Österbybruk, dans l'actuelle commune d'Östhammar, et mort le 9 décembre 1936 à Croydon.

## Biographie
Membre de la Ligue électorale générale, il est Ministre d'État à deux reprises, de 1906 à 1911 et de 1928 à 1930.
Il est mort avec Juan de la Cierva y Codorníu et 13 autres personnes après le décollage (en) d'un Douglas DC-2 de la KLM de Croydon, ce vol commercial avait pour destination Amsterdam.

## Distinctions
- Chevalier 1re classe de l'ordre de Vasa
- Grand officier de la Légion d'honneur